# Титенков, Дмитрий Тимофеевич
Дмитрий Тимофеевич Титенков (1898—1954) — советский хозяйственный, государственный и политический деятель.

## Биография
Родился в 1898 году в деревне Рудня ныне Краснопольского сельсовета. Член КПСС.
С 1922 года — на хозяйственной, общественной и политической работе. В 1922—1954 гг. — студент, ординатор Московского медицинского института, хирург в ряде больниц города Москвы, главный врач Городской инфекционной клинической больницы № 2 города Москвы (больницы на Соколиных Горах).
Избирался депутатом Верховного Совета РСФСР 1-го созыва.
Умер в Москве в 1954 году. Похоронен на Немецком кладбище.